# Paeonocanthus antarcticensis
Paeonocanthus antarcticensis är en kräftdjursart som först beskrevs av Hewitt 1965.  Paeonocanthus antarcticensis ingår i släktet Paeonocanthus och familjen Sphyriidae. Inga underarter finns listade i Catalogue of Life.